# Raionul Mladost (Varna)
Mladost constituie o parte componentă a orașului Varna, creată de către Adunarea Națională a Bulgariei prin Legea privind diviziunea teritorială a municipiului Sofia și orașele mari, cu o populație de 87.256 de persoane.
Acesta este situat în partea de nord-vest a orașului. Raionul este compus din cartierele Troshevo, Mihail Ivanov, Văzrajdane, Mladost, Pobeda și zona industrială de Vest.
In zona sunt construite lanțuri de magazine mari precum, „Kaufland”, „Piccadilly”, „Praktiker”, „Mr. Bricolage”, „Moto-Phoe”, „Peugeot” și altele. Două complexe de tip Mall sunt în curs de finalizare. 
Există, de asemenea, unitatea regională pentru prevenirea incendiilor și a urgențelor, stația de autobuz, centrele de sport și de recreere, 17 școli, 12 grădinițe și 3 pepiniere.

## Legăturiexterne
- Site oficial
- Harta interactivă a raionului Asparuhovo și galeria de imagini